# Hauglandkleppen
Der Hauglandkleppen (norwegisch für Hauglandklumpen) ist ein 2220 m hoher Nunatak in der Heimefrontfjella des ostantarktischen Königin-Maud-Lands. Er ist der südlichste Nunatak der XU-Fjella.
Wissenschaftler des Norwegischen Polarinstituts benannten ihn 1968. Namensgeber ist Finn Haugland (1907–1981), ein Anführer der Widerstandsbewegung gegen die deutsche Besatzung Norwegens im Zweiten Weltkrieg.